# Vokspors
Vokspors (Morella) er en slægt, som er udskilt af slægten Pors. Den har flere end 40 arter, som er udbredt i Sydafrika, på de Makaronesiske øer, i Syd- og Østasien samt i Nord-, Mellem- og Sydamerika. Det er buske eller træer med hele og spredte blade, der har hel rand. Kun den monotypiske slægt Bregnepors har dybt indskårne blade. Blomsterne sidder i enkønnede rakler og hos nogle arter sådan, at planteindividerne er særbo, mens andre er sambo. Blomsterne er reducerede og mangler helt krone. Frugterne er enten stenfrugter eller nødder.
| Beskrevne Arter |

- Ægte vokspors (Morella cerifera)
- Pennsylvansk vokspors (Morella pensylvanica)

| Andre Arter |

| - Morella adenophora - Morella arborea - Morella brevifolia - Morella cacuminis - Morella californica - Morella carolinensis - Morella chevalieri - Morella chimanimaniana - Morella cordifolia - Morella diversifolia - Morella esculenta - Morella faya - Morella funckii - Morella holdridgeana | - Morella humilis - Morella inodora - Morella integra - Morella javanica - Morella kandtiana - Morella kraussiana - Morella lindeniana - Morella microbracteata - Morella nana - Morella parvifolia - Morella pavonis - Morella phanerodonta - Morella picardae | - Morella pilulifera - Morella pringlei - Morella pubescens - Morella punctata - Morella quercifolia - Morella rivas-martinezii - Morella rotundata - Morella rubra - Morella salicifolia - Morella serrata - Morella shaferi - Morella singularis - Morella spathulata |